# Confesión de Fe (1644)

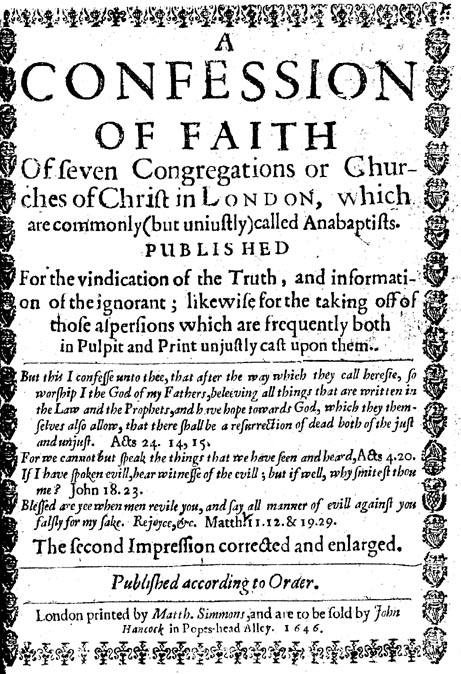
Portada de la Confesion de fe bautista de 1644

La Confesión de Fe es una confesión de Fe Bautista, publicada en Londres, Inglaterra, en 1644.

## Historia
Dentro de los puritanos había una voz a favor de la reforma del bautismo con la política de la iglesia. Comenzó con la primera iglesia congregacional separatista moderada conocida como la iglesia JLJ (Jacob-Lanthrop-Jessey) en Londres. Los santos que dejaron esta iglesia establecieron iglesias en el sur de Londres, llamadas Bautistas Particulares, y para mediados de 1640, se establecieron siete iglesias.
siete iglesias Calvinistas Bautistas se reunieron en Londres para redactar una confesión de fe la cual  publicaron en 1644. con el propósito explícito de declarar al pueblo inglés sus creencias y acabar con la confusión que tenían al identificarlos con el movimiento anabaptista más extremista. Dicha declaración tiene como título original: "La Confesión de Fe de siete congregaciones o iglesias de Cristo en Londres, que son comúnmente, aunque injustamente, llamadas Anabaptistas".
Entre los suscritos de la "Primera Confesión Bautista" estuvieron John Splisbury, Samuel Richardson, William Kiffin y Thomas Patient.
A través de esto, su existencia se dio a conocer al mundo. En la portada de la Confesión de Fe, está escrita la siguiente frase
"UNA CONFESIÓN DE FE de siete congregaciones o iglesias de Cristo en Londres, que son comúnmente, pero injustamente, llamadas anabautistas".

## Doctrinas
Esta Confesión de Fe contiene 53 artículos,  se adhiere a la teología reformada y a las doctrinas de la iglesia de creyentes y del bautismo del creyente. Las iglesias bautistas especiales se opusieron al bautismo infantil e insistieron en que los que profesan abiertamente su fe deben ser bautizados. Debido a esta posición del "bautismo del creyente", a menudo se la confundía con un anabaptista o se la consideraba una iglesia bautista general con una posición similar.
El creyente promedio no sabía cómo se distinguían las iglesias bautistas especiales de las iglesias bautistas comunes. La Iglesia Bautista especial para terminar con toda esta confusión, representa una provincia distinta al identificar la diferencia entre una Iglesia Bautista regular,  la Confesión de 1644 para el propósito de su movimiento de reforma religiosa y la solidaridad de la teología reformada establece la legitimidad de la Iglesia. Escribí.  primera confesión de fe de una iglesia bautista especial se llama "Confesión de fe de 1644" y "Confesión de fe de Londres (1644)", según el año de publicación o nominación.